# ХЈТ-36 Ситара
ХЈТ-36 Ситара је индијски једномоторни млазни школско-борбени авион. Развила га је индијска компанија Аеро-наутика Хиндустан за потребе индијског ратног ваздухопловства и индијске ратне морнарице.

## Развој и дизајн
Аеро-наутика Хиндустан је отпочела развој школско-борбеног авиона ХЈТ-36 Ситара 1997. године. Први прототип обавио је први пробни лет 7. марта 2003. године, док је други прототип обавио свој први пробни лет марта 2004. године. Авион ХЈТ-36 Ситара је нискокрилац, израђен од лаких легура и композитних материјала. Стајни трап је типа трицикл. Авион  ХЈТ-36 Ситара поседује пет подвесних тачака за наоружање, једну испод трупа и четири испод крила. Инструктор седи у задњем седишту, а пилот који пролази кроз обуку у предњем. Прототипови су погоњени двопроточним турбо-млазним мотором 04-Х20, потиска 14,12 kN, док серијске примерке погони двопроточни турбо-млазни мотор АЛ-55И, потиска 17 kN.

## Корисници
- Индија

## Галерија
- ХЈТ-36 Ситара